# Richard Tolman
Richard Chase Tolman (West Newton, Massachusetts, 4 de març del 1881 - Pasadena, 5 de setembre del 1948) va ser un físic matemàtic i químic-físic estatunidenc que era una autoritat en física estadística i va fer contribucions importants en el desenvolupament de la teoria cosmològica, incloent la teoria de l'univers oscil·lant. Fou professor de l'Institut Tecnològic de Califòrnia. En honor seu, la secció del sud de Califòrnia de la American Chemical Society entrega cada any, des del 1960, la Medalla Tolman com a reconeixement a les excepcionals contribucions en l'àmbit de la química.